# Siardus

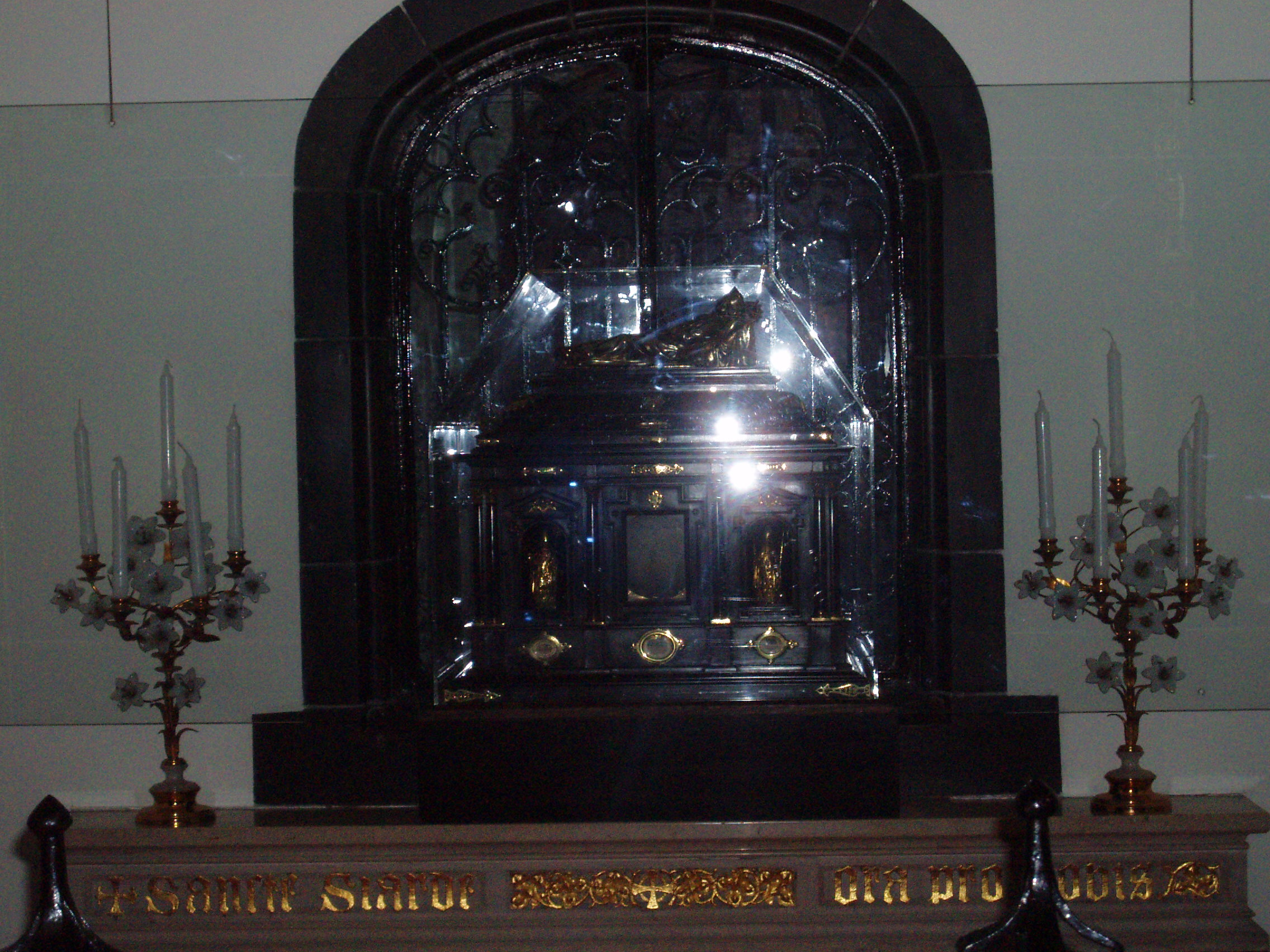
Reliekschrijn van Siardus in de abdijkerk van Tongerlo

De heilige Siardus van Friesland (12e eeuw – Mariëngaarde, 13 november 1230) is een heilige in de  Rooms-Katholieke Kerk. Hij was van 1196 tot zijn overlijden in 1230 abt van de norbertijnen in Mariëngaarde bij Hallum in Friesland. Zeer ongebruikelijk werkte hij eigenhandig mee met het zware werk op het land en bij het aanleggen van dijken. Hij zorgde dat hij altijd toegankelijk was wanneer eenvoudige mensen hem om raad of bijstand kwamen vragen, en zorgde er zo voor dat de abdij een toevluchtsoord voor de armen uit de streek werd. Hij was het die de zalige Dodo van Haskerland zijn norbertijner opvoeding gaf. De toeloop naar het klooster werd enorm nadat hij een blinde had genezen.
Toen in 1580 Mariëngaarde ten prooi viel aan de woede van de calvinisten werd zijn gebeente tussen de groenten meegesmokkeld naar de abdij van Leffe in de Zuidelijke Nederlanden. Daar werd het onder het altaar bijgezet, maar later kwam het terecht in de abdij van Tongerlo waar het nog altijd verbazend druk wordt vereerd. Zo komt het dat deze heilige bij de Vlamingen in hoger eer wordt gehouden dan bij de Friezen.
Als jongeling groeide Siard, een telg uit een adellijke Friese stam, op in de schaduw van Norbertijnenabdij van Mariëngaarde. Hij liep er school en ontving er na verloop van tijd ook het kloosterkleed uit de handen van abt Frederik van Hallum, een andere heilige uit de orde. Gedurende de twintig jaren die hierop volgden vertoefde Siardus als gewoon kloosterling in de Hof van Maria (Ortus Mariae, Mariëngaard). De hagiografische teksten geven ons over deze jaren weinig bijzonderheden. Ze zingen wel de lof van Siardus' voorbeeldig kloosterleven en beschrijven dan vooral hoe hij - in de geest van zijn tijd - door gestrenge ascetische praktijken zijn geest en lichaam kneedde en vorm gaf naar Gods wil. Een oud Nederlands heiligenleven uit de 17de eeuw noemde hem een Spieghel der deughden voor zijn medebroeders. De godvruchtige lezer kan zich er dan ook niet meer over verwonderen hoe Siardus, na de dood van abt Johannes, met eenparigheid van stemmen tot vijfde abt van Mariëngaarde werd verkozen (1194).
Eerder dan de abt, was Siardus de tuinman van Maria's Hof. Hij schrok er niet voor terug om ook de handen uit de mouwen te steken en zijn medebroeders te helpen daar waar het nodig was. Als de Broeders in 't velt oft elders aan d'werck waren, soo was den Salighen Vader daer by, mede werckende ghelijck een van hun-lieden in stielte ende met bidden. Inden Oogst hielp hy de granen vergaderen ende droech de schooven met iemandt anders, ondertusschen met zijnen hulper eenighe Psalmen van David oft andere Godtvruchtighe ghebeden lesende met verheffinghe des herten.
Ook wat betreft eten en drinken, tafelgemeenschap en kleding hield Siardus er aan zo veel mogelijk het leven van zijn medebroeders te delen. Voor de hagiograaf waren het overduidelijke tekenen van zijn nederigheid en sijne oodtmoedicheydt.
Wat Siardus vooral tot heilige maakte was zijn liefde voor de arme en de kleine mens. Gastvrijheid en vrijgevigheid waren voor hem zeker geen loze woorden. Liefdadigheid deed hij het meest wanneer hij op reis was: hij nam een goede voorraad brood en andere levensmiddelen mee die hij dan onderweg aan armen en behoeftigen uitdeelde. Het is dan ook dit facet van Siardus' heilig leven dat de iconografie het meest heeft beïnvloed. Men ziet hem immers regelmatig afgebeeld met een (korf) brood in de handen of in de schoot. Ook zieken die aan de kloosterpoort kwamen aankloppen konden bij hem terecht en werden vaak eigenhandig door hem verzorgd. Dat alles bezorgde hem de bijnaam Vader der armen.
Natuurlijk zijn ook aan Siardus, zoals aan elke heilige, wonderbaarlijke gebeurtenissen toegeschreven. Zij worden in de heiligenlevens over Siardus in geuren en kleuren beschreven. Door deze wonderen komt het dat Siardus aangeroepen wordt voor oogziekten en veeziekten. Zwangere vrouwen roepen zijn hulp in voor een voorspoedige bevalling en jonge moeders bidden om zijn bescherming.
Waar Siardus in zijn Vita vooral als stijlfiguur wordt gebruikt komt hij in een meer wereldlijk perspectief ook voor in de kroniek van Bloemhof. Emo vermeldt dat in 1230 een monnik van Mariëngaarde de neus van Siardus probeerde af te snijden terwijl deze aan het slapen was. Dit gebeurde terwijl Siardus op bezoek was in het dochterklooster van Mariëngaarde in Lidlum. Het volledig afsnijden werd voorkomen door de op het geschreeuw van Siardus toesnellende broeders, maar Siardus zou er wel een blijvende verminking aan hebben overgehouden. Hij zou wel hersteld zijn van deze verwonding, maar stierf nog in hetzelfde jaar.
Een oud Vlaams lied zingt het zo
Door sijnen bijstand crijght men menigmael

Aldaer genesingh van sijn sieckt en quael.

De duivel voor sijn voorspraeck vlucht,

Die moeder die in 't baeren naer hem sucht,

Die wort verlost, en all' die queelen gaen

Geraecken haest door hem op beter baen.
In de elfde en twaalfde eeuw moet het Friese volk nogal ruw en opvliegend zijn geweest. Een volk met een koppige en opvliegende volksaard. Vaak was het kop tegen kop. Vaak heerste er bloedige twist of onenigheid.
Van Siardus wordt dan ook verteld hoe hij de meest vijandigen toch met elkaar kon verzoenen. Door haat en afgunst versteende harten wist hij door zijn zachtmoedigheid, een gepast woord of een of ander gebaar weer liefdesvatbaar te maken. Reeds tijdens zijn leven zou hij de bijnaam hebben gekregen van Machtige Vredestichter.
Zijn aandacht voor de concrete arme en zijn reële deelname aan het gewone leven slorpten niet alle tijd en aandacht van Siardus op. Daarnaast bleek hij ook nog een voortreffelijk manager van zijn abdij en gemeenschap. Onder zijn abbatiaat bijvoorbeeld, ging de verdere uitbouw van de abdij met reuzensprongen vooruit. Hij verwierf, al dan niet door schenking, uitgestrekte landgoederen. In Friesland was Siardus immers een gewaardeerd en geëerbiedigd man geworden. De vele mensen die in de loop der jaren zijn vrienden waren geworden, zullen dan ook wel het hunne bijgedragen hebben tot het bijeenbrengen van de noodzakelijke fondsen.
Op een van die landgoederen, te Bakkeveen tegen Drenthe, stichtte hij de nieuwe gemeenschap van Mariënhof. Eerst was het niet meer dan een grangia, een door enkele lekenbroeders en priesters bewoond uithof. Maar later zou deze kleine gemeenschap verder uitgroeien en in de verdere loop der tijden ook haar heilige voortbrengen: de H. Dodo.
Terloops zij opgemerkt hoeveel Norbertijnengemeenschappen in de Lage Landen toegewijd werden aan Maria: Mariëngaarde, Mariënweerd, Mariënhof enz.
De relieken van de H. Siardus
Nademael de Heylighen Vader Augustinus seght dat hy niet qualijck sterven en kan die wel gheleeft heeft ende dat de doot den Echo van het leven is; soo en is niet te twijfelen oft den salighen Vader Siardus heeft een heyligh ende gheluckich eynde gehad.
Inderdaad, Siardus stierf zoals hij geleefd heeft, op 13 november 1230.
Maar hiermee kan ons verhaal niet ten einde zijn. Want terecht mag nog de vraag gesteld worden: hoe komt Sint Siardus uit het noordelijke Friesland uiteindelijk in het verre Tongerlo terecht? Na zijn dood werd Siardus begraven in de sacristie van de kerk. Korte tijd later liet abt Sibrandus het gebeente overbrengen naar het koor van de kerk. Eeuwenlang kenden de relieken van Siardus er een felle en niet aflatende verering. Wanneer in 1561 de abdij ophoudt te bestaan en in 1578, in volle Reformatie, geheel verwoest wordt, zal Siardus van Hensema, een Fries edelman, het gebeente van de H. Siardus in veiligheid brengen te Hildesheim, op Duits grondgebied. Een dergelijke overbrenging kon echter niet zonder pauselijke goedkeuring. Die komt er dan op 29 januari 1594 met het apostolisch schrijven Pastoralis sollicitudinis ratio van Paus Clemens VIII aan Johannes Husius, apostolisch vicaris van het bisdom Hilsdesheim.
Na 1594 geraakt het spoor wat zoek: op welke plaats juist en hoelang zij in het bisdom vertoefden is niet met zekerheid gekend. Maar een brief uit 1608, van de hand van de aartsbisschop van Keulen, Welharpus Connus, geeft het verlof tot verering en verspreiding van de relieken. Nog in hetzelfde jaar, op 10 april om precies te zijn, gaat men over tot de verdeling van het lichaam van Siardus. Een eerste reliekkast (met de kin en bijna het gehele hoofd en de helft van het gebeente) belandde in 1617, na een hele omweg, in de abdij van de H. Folliaan bij Roeulx (Henegouwen).
Na de Franse Revolutie werden ze bewaard in Strépy. Door toedoen van prelaat Bauwens werden de relieken van Siardus (en Frederik) op 24 februari 1938 plechtig overgebracht naar de abdij van Leffe.
Belangrijker is wat er met de tweede reliekkast gebeurde. Die kwam in 1617, onder impuls van prelaat Hadrianus Stalpaerts, in het bezit van Tongerlo. Na een lange reis, waarbij verschillende norbertijnenabdijen werden aangedaan, kwam de kast in Tongerlo aan op 6 juli 1617. Prelaat Stalpaerts liet in 1619 een mooi schrijn maken waarin de relieken tot op de dag van vandaag bewaard worden. Toen op 6 december 1796 ook Tongerlo deelde in de klappen van de Franse Revolutie, dienden haar relieken van Sint Siardus in veiligheid gebracht. In 1860 konden ze weer terugkeren naar de heropgerichte abdij. Daar kan men ze nog steeds vereren in de kleine maar mooie zijkapel van de abdijkerk.